# Tríptico Portinari
Tríptico Portinari (en italiano, Trittico Portinari) es la denominación historiográfica de un gran tríptico del pintor flamenco Hugo van der Goes, cuya tabla central es la Adoración de los Pastores. Está realizado sobre tabla, y fue pintado en Brujas entre 1476 y 1478. En cuanto a sus dimensiones, el panel central mide 253 cm de alto por 304 cm de ancho; por su parte, los postigos miden 253 por 141 cm. Se exhibe actualmente en la Galería Uffizi de Florencia.
No debe confundirse con un cuadro del mismo autor, datado en 1480 -La Adoración de los pastores-.

## Historia
El Tríptico Portinari es la obra más famosa del autor, y una de las más hermosas del arte flamenco. Es la principal representación de la escuela flamenca en los Uffizi. Es un retablo encargado por Tommaso Portinari, el representante de la familia Médici en Brujas. Es su único cuadro documentado, lo que permite la atribución y datación del resto de sus cuadros. Una vez acabado el cuadro, se envió a Florencia, pues tenía como destino la iglesia del hospital de Santa Maria Nuova. Estuvo allí expuesto al público en la ciudad toscana, y ejerció una enorme influencia en los pintores florentinos, quienes se fijaron en el realismo puesto en evidencia en los pastores y el paisaje. Domenico Ghirlandaio copió el grupo de pastores en su cuadro de 1485 para la capilla Sassetti de la iglesia de Santa Trinità. Filippino Lippi, incluso Botticelli y, sobre todo, Leonardo da Vinci, y otros estudiaron la obra, una de las primeras obras flamencas llegadas a Italia. Lorenzo di Credi y Mariotto Albertinelli copian el tipo de paisaje nórdico.

## Análisis del cuadro
Es una obra de grandes dimensiones, que resultan insólitas para la pintura de la época. Este tamaño le permitió dar rienda suelta a su inquietud por el espacio, la perspectiva y las relaciones entre personajes.
La tabla central del Tríptico se dedica a la Adoración de los pastores. La figura central es la de la Virgen María, con rostro de suave expresión, vestida de azul oscuro, que adora a Jesús que acaba de nacer. El niño está desnudo, en el suelo. La escena se refleja según el relato de las Revelaciones de Santa Brígida de Suecia, con las adoraciones simultáneas de la Virgen, los pastores y los magos.

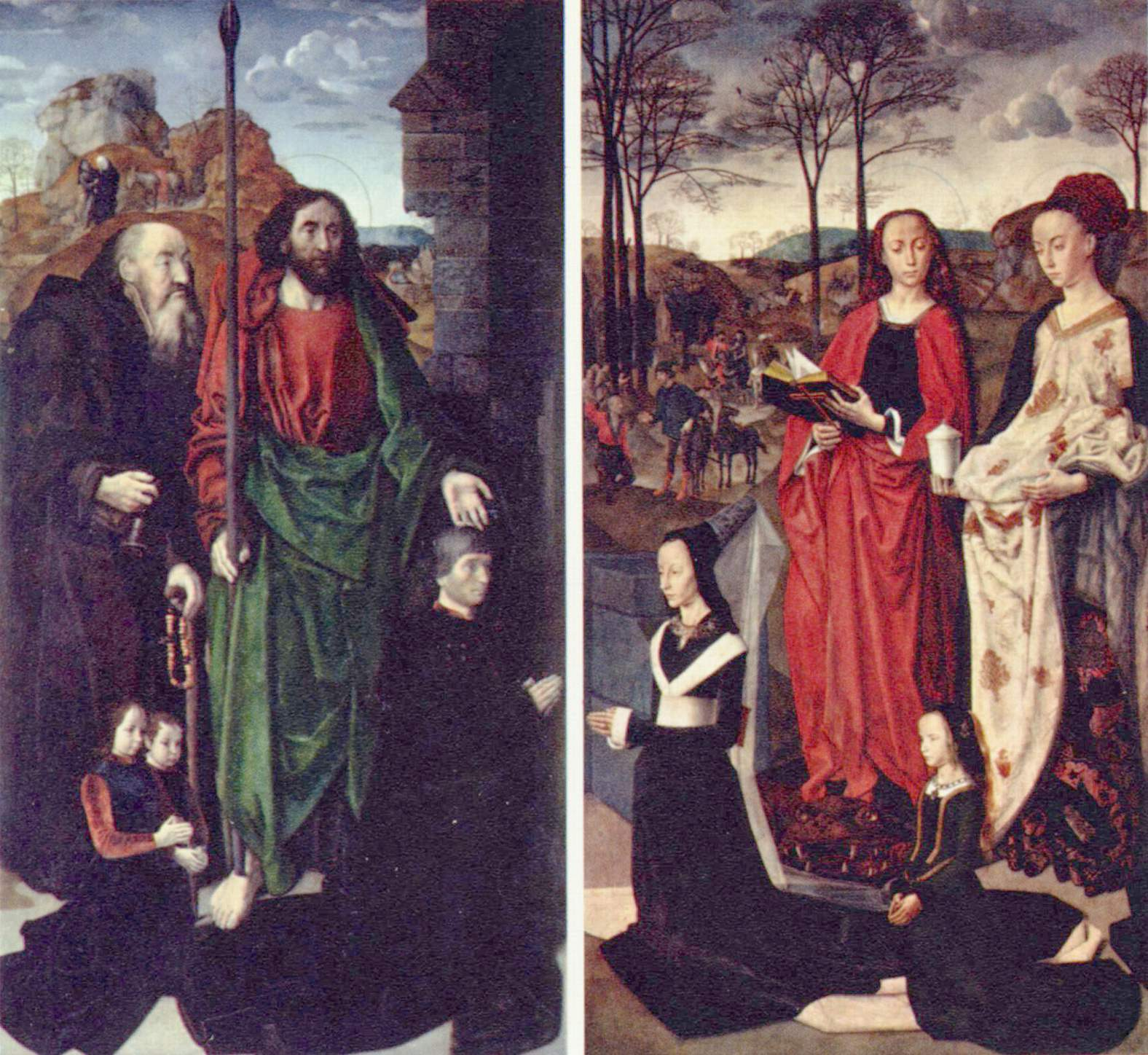
Las dos alas laterales del Tríptico.

En primer plano, un bodegón de fuerte simbolismo: un jarro de cerámica azul y blanca de reflejo metálico, sin duda de Manises, contiene lirios blancos, azules y rojos, en alusión respectivamente a la pureza de la Virgen, su dolor y la Pasión de su hijo mientras otro de cristal, porta campánulas y aguileñas, símbolos de la naturaleza humana de Jesús. Detrás de los recipientes, el haz de trigo alude al propio lugar, pues Belén significa "Casa del Pan". La gran columna central prefigura la Flagelación. Junto a José, una sandalia indica la sacralidad del recinto. Él y María aparecen serenos, conscientes de haber cumplido lo anunciado. La presencia protocolaria de los ángeles aporta solemnidad al momento, vestidos con prendas litúrgicas y a menor escala que las demás figuras. Al fondo a la derecha, llegan los pastores representados como campesinos de manera realista, con rostros curtidos, ademanes naturales de gozo y sorpresa y ropas y útiles rústicos. Igualmente, se presenta un paisaje típicamente invernal con pequeñas escenas complementarias: el Anuncio a los pastores y las parteras Zelomi y Salomé caminando junto a la casa del rey David, aludiendo a la genealogía de Jesús.
En cuanto a las alas laterales, se representa a los comitentes de la obra acompañados de sus santos patronos, a menor escala que las figuras santas siguiendo la jerarquía medieval. En el ala izquierda del retablo están representados arrodillados en oración Portinari y sus hijos Antonio y Pigello, con los santos Antonio, patrono del hospital al que estaba destinado el retablo, con su bastón en tau y campanilla y Tomás, patrón del comitente, también con su atributo: la lanza, aludiendo al conocido episodio de su incredulidad; el paisaje del fondo representa la llegada a Belén de José y María. El ala de la derecha muestra igualmente arrodilladas a la esposa, María Portinari, con la primogénita Margarita, mostrando la misma inocencia infantil que sus hermanitos, y las santas elegantemente ataviadas Margarita, con libro, crucifijo y el dragón a sus pies, y María Magdalena también sosteniendo su atributo tradicional, el tarro de ungüentos; en el paisaje del fondo se distinguen las figuras de los Reyes Magos aproximándose al portal ante la sorpresa de los campesinos.
En el exterior de las puertas está representada una Anunciación pintada en grisalla.

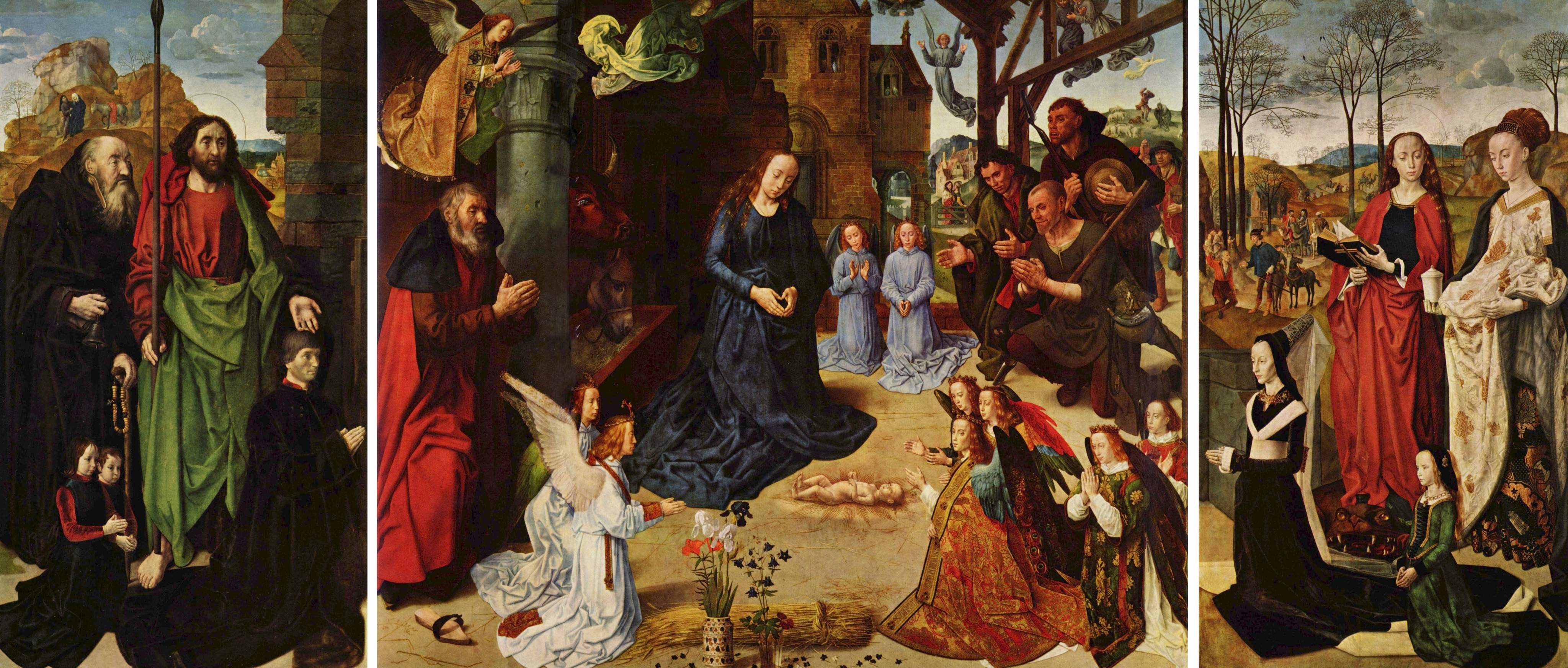
El Tríptico Portinari completo.